# 1011 w polityce

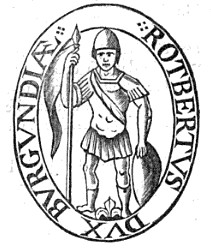
Robert I Mocny

Wydarzenia polityczne w 1011 roku.

## Wydarzenia
- Sanjō zostaje cesarzem Japonii[1].

## Urodzili się
- Robert I Mocny, książę Burgundii[2].